# Павловка (Черниговский район)
Па́вловка (укр. Па́влівка) — село Черниговского района Черниговской области Украины. Село расположено в непосредственной близости к Чернигову. Население 879 человек.
Код КОАТУУ: 7425586003. Почтовый индекс: 15503. Телефонный код: +380 462.

## История
Павловка основана в первой половине XIX в. В годы Второй мировой войны на фронте сражались 68 жителей села, из них 21 награждены орденами и медалями, 50 — погибли. Сооружены памятники на братской могиле «советских воинов, погибших при освобождении села от гитлеровских оккупантов», и в честь «воинов-односельчан, отдавших жизнь за свободу и независимость Родины в борьбе против немецко-фашистских захватчиков».
Возле Павловки, Трисвятской Слободы и Старого Белоуса обнаружены остатки поселений: эпохи мезолита (8—10 тыс. лет тому назад), неолита (V—IV тысячелетия до н. э.), 2 — эпохи бронзы (II тысячелетие до н. э.), периода раннего железа (V—III вв. до н. э.), раннеславянское первых веков н. э., 2 северянских (VIII—X вв.), 3 поселения и курганный могильник периода Киевской Руси (IX—XIII вв.). На территории Старого Белоуса сохранилось городище — остатки древнерусского города Боловоса, упоминаемого в летописях под 1148 г. В 1821 г. неподалёку от Старого Белоуса найден золотой змеевик весом 200 граммов, названный черниговской гривной.

## Власть
Орган местного самоуправления Трисвятскослободской сельский совет. Почтовый адрес: 15505, Черниговская обл., Черниговский район, с. Трисвятская Слобода, ул. Волгоградская, 18а, тел. 68-90-42, факс 69-75-10.

## Галерея

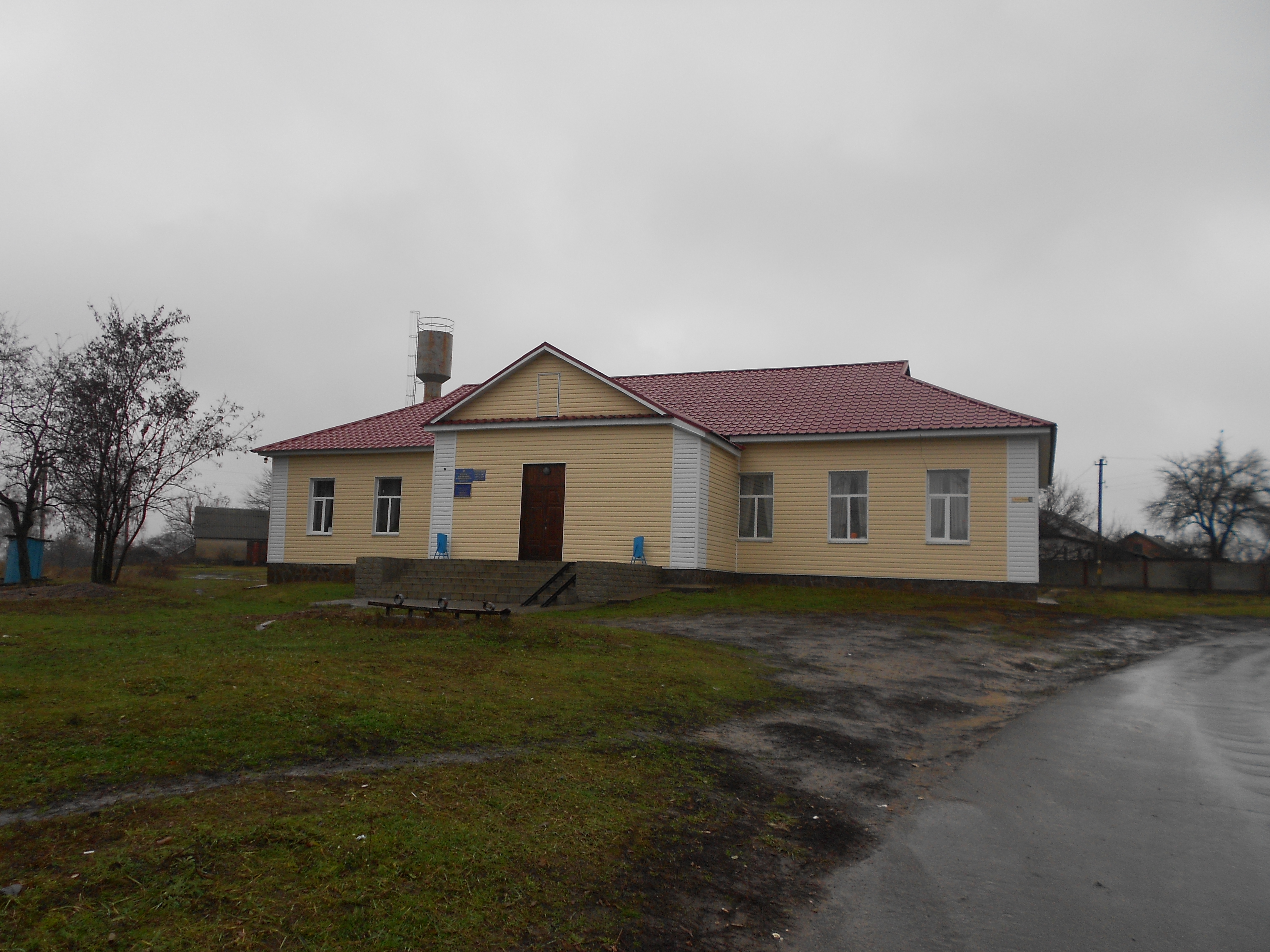
Дом культури
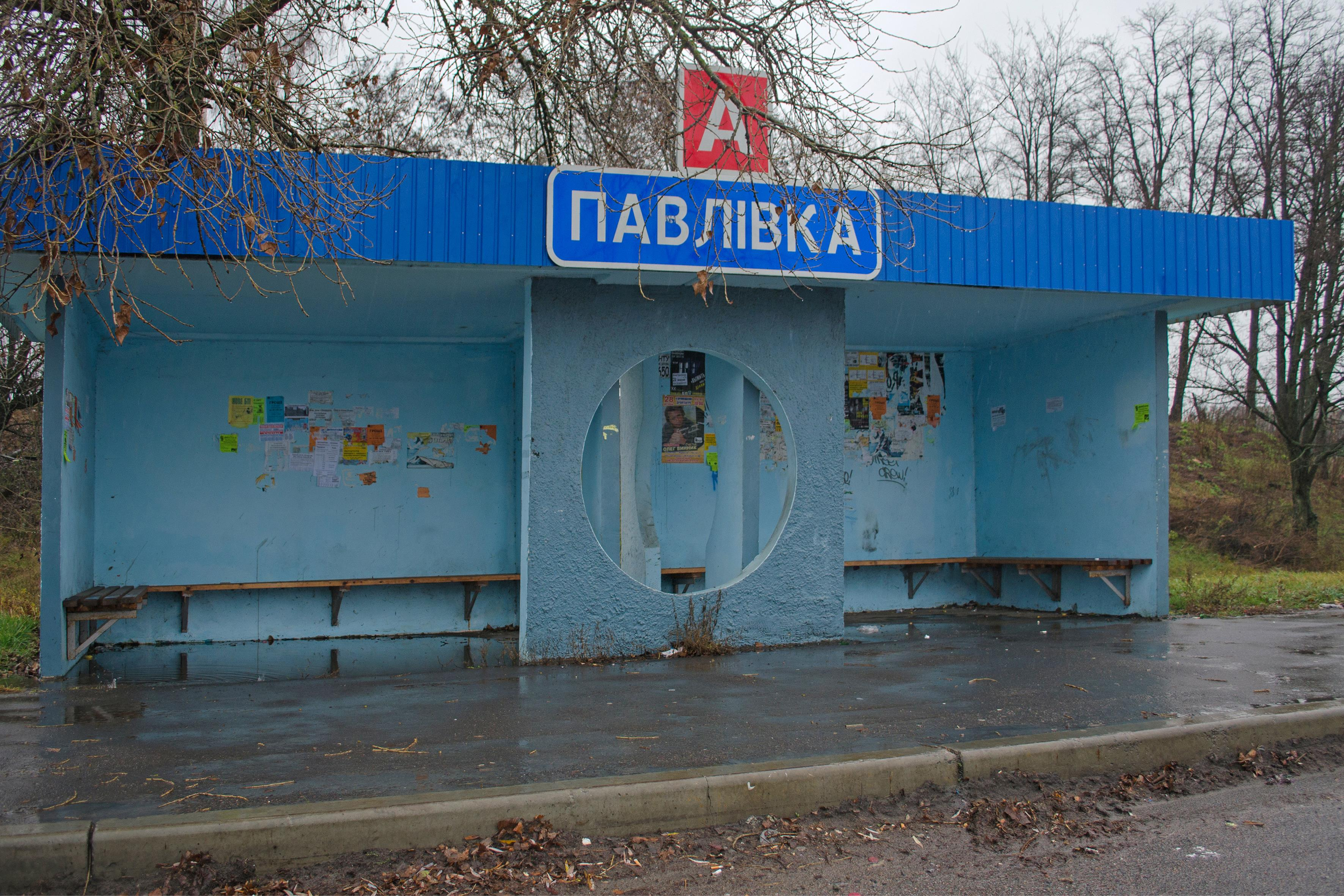
Автобусная остановка
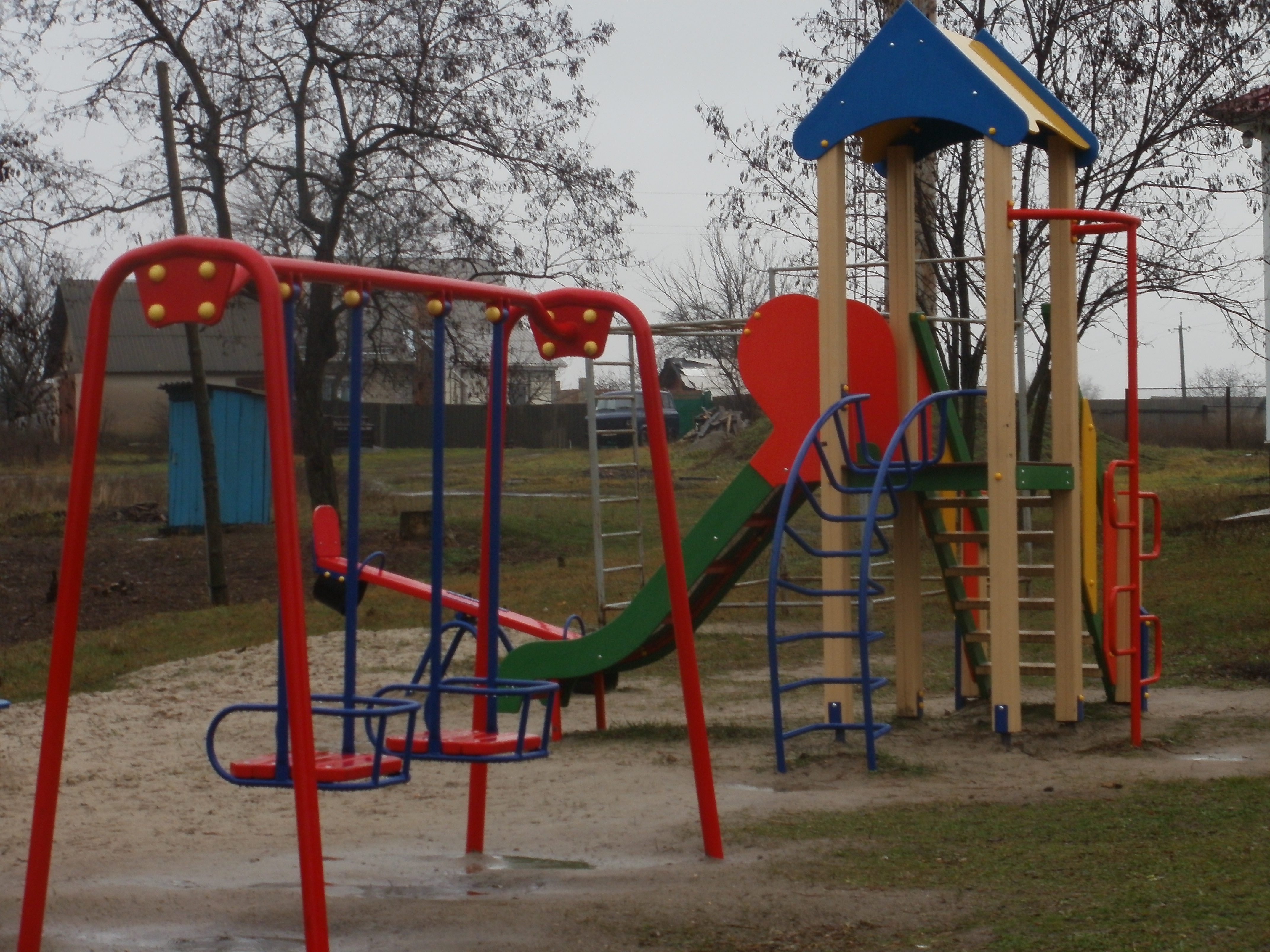
Детская площадка
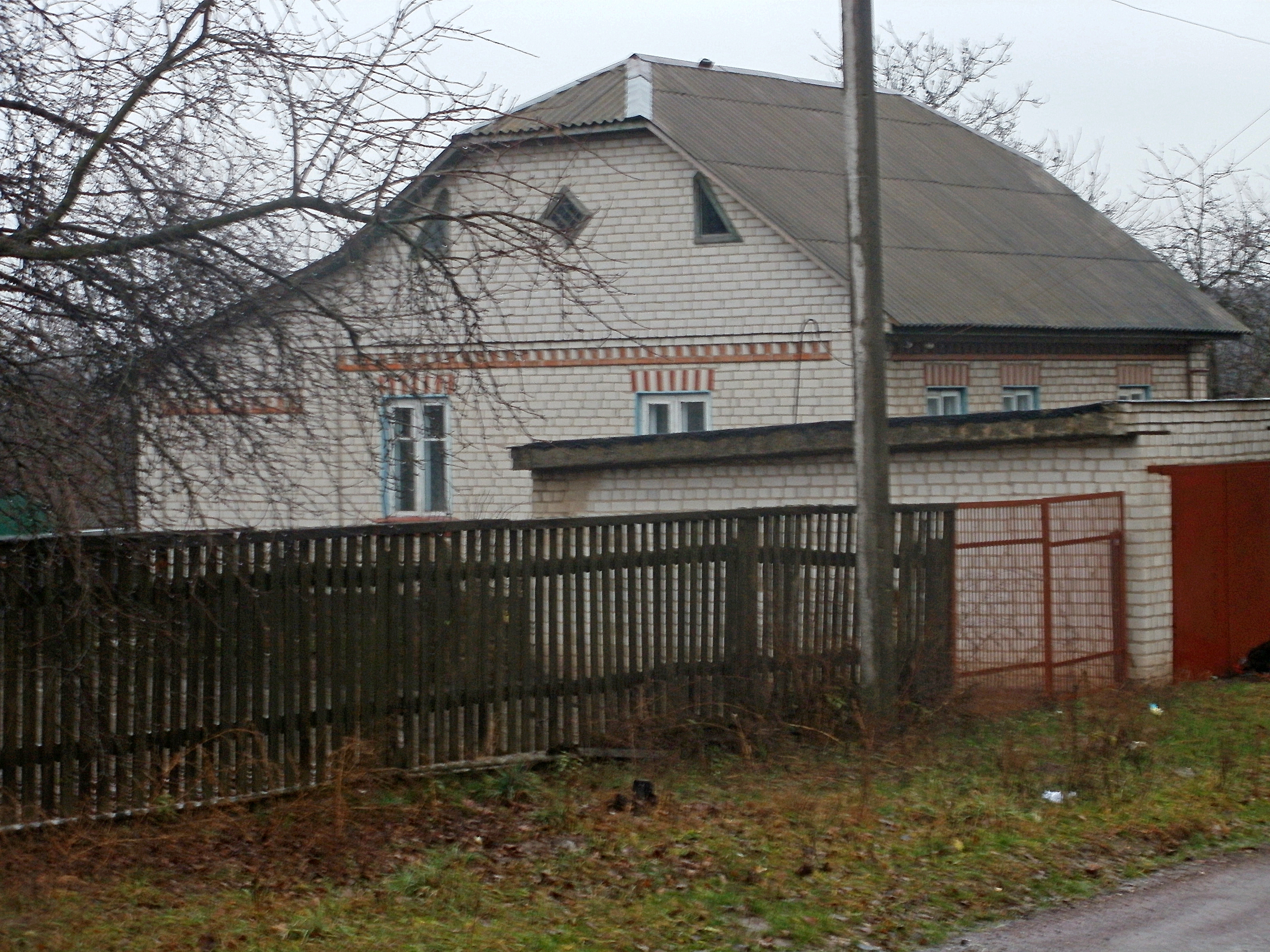
Дом
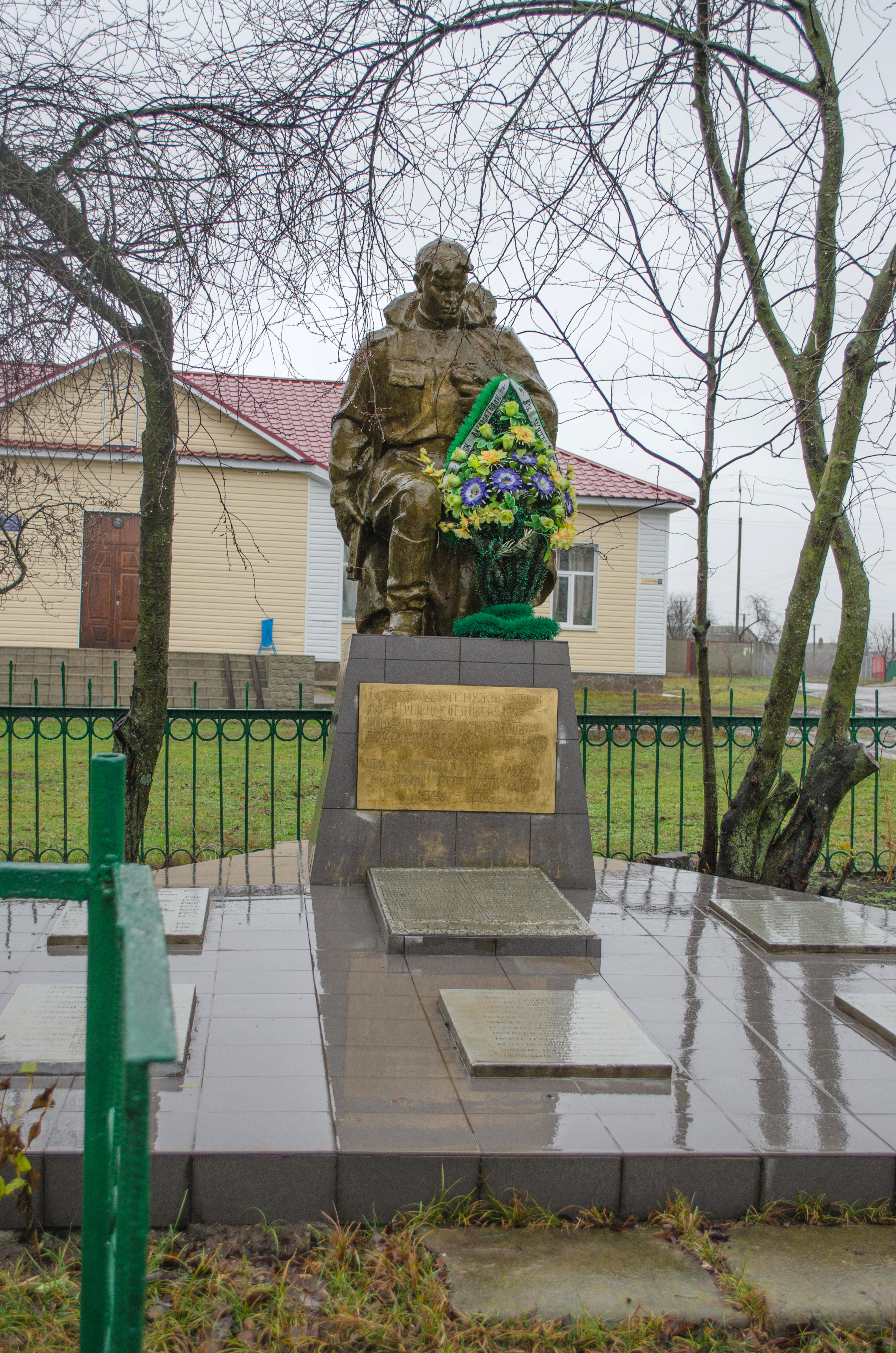
Братская могила
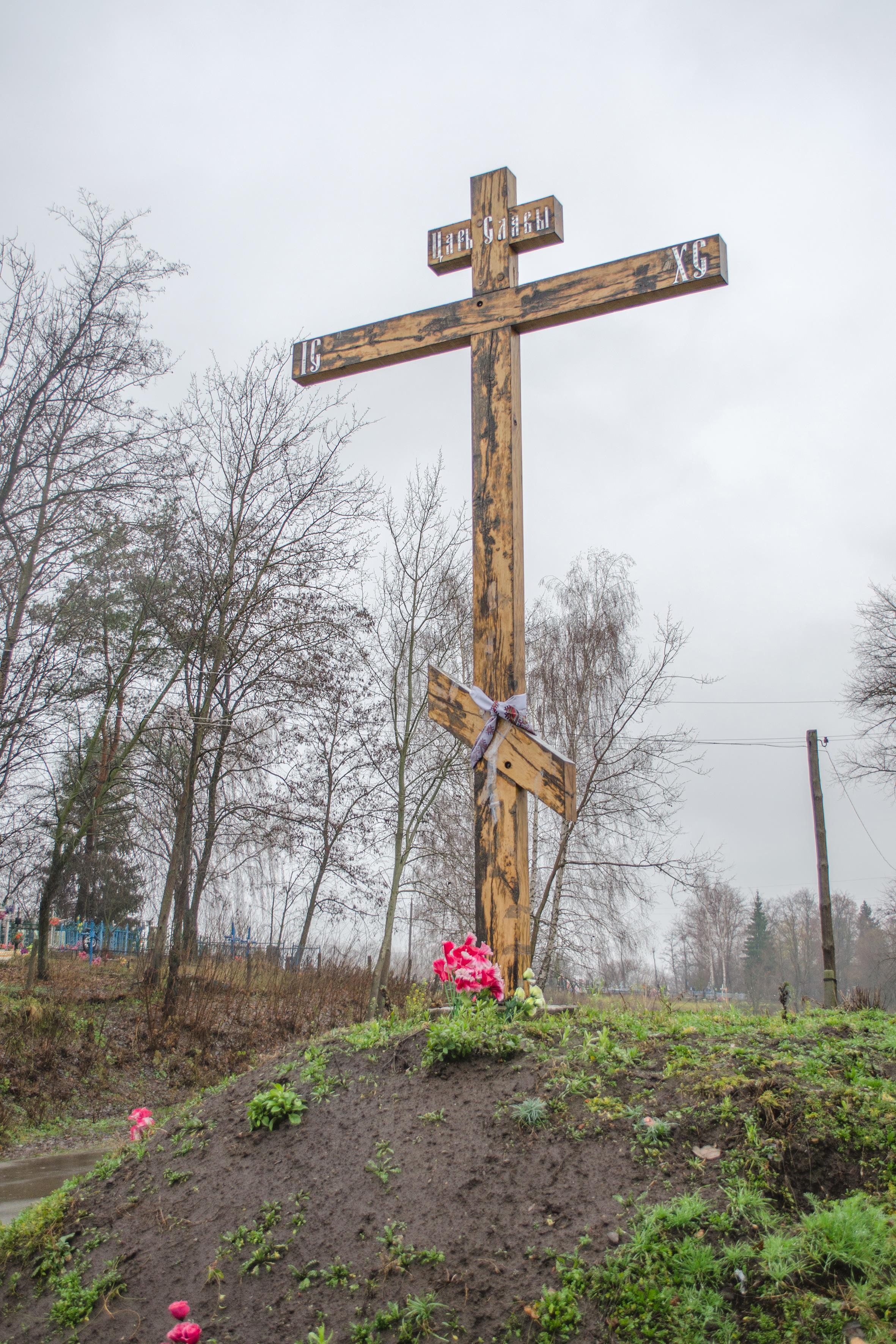
Крест